# Карнак
Карнак (егип. Jpt-swt — избранное место; араб. الكرنك‎, DMG al-Karnak — укреплённая деревня) — египетский город в Верхнем Египте, на восточном побережье Нила, в 2,5 км к северу от Луксора, на месте древнеегипетских Фив. Карнак известен крупнейшим храмом древности — Карнакским храмом в честь Амона — Ипет-сут, который начал строиться в XX веке до н. э. и служил основным государственным святилищем на протяжении всей истории Нового царства. Этот храм соединялся с Луксорским храмом на берегу Нила мощёной аллеей сфинксов.
Арабское название продиктовано высокими храмовыми стенами.

## Храм Амона-Ра

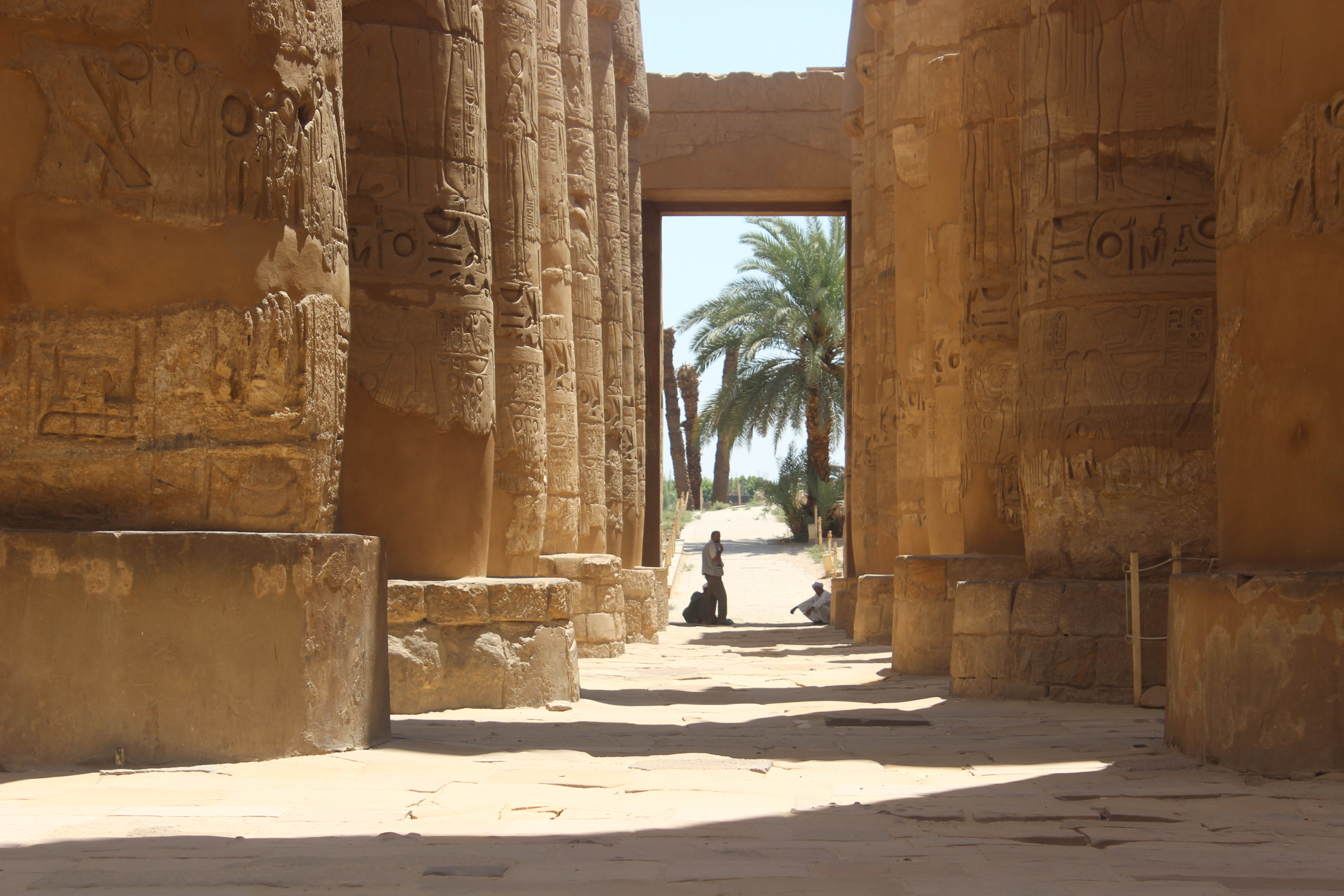
Большой гипостильный зал в Карнаке, храм Амона

Все периоды египетской истории XVI—XI веков до н. э. оставили здесь следы; каждый фараон — не исключая даже гиксосской династии, особенно украшавшей свою северную резиденцию в Аварисе, — старался увековечить здесь своё имя. Зерно представляет святилище главного храма, основанное при Сенусерте I и достроенное Тутмосом III, который открыл его на обе стороны и прибавил ещё другое, на востоке, с большим гипостильным залом, на стенах которого начертал знаменитую царскую таблицу с анналами, перенесёнными отчасти в Париж.
Сооружение прочих частей восточной половины храма принадлежит другим царям XVIII династии. Лучше сохранилась отделённая переулком западная половина храма, состоящая: а) из воздвигнутого при XIX династии большого (5000 м²) гипостильного зала и b) из выстроенного при Бубастидах огромного (8160 м²) перистильного двора. В этот двор были включены малые храмы: Рамсеса III, стена которого пересекала южную ограду двора, и Сети II — в северо-западном углу. Внешние стены этой части храма покрыты интересными надписями и изображениями: на южной стороне двора находится известный победный памятник Шешонка I после палестинского похода против Ровоама. На северной стене гипостильной залы — военные подвиги Сети I в Ханаане и Аморее и триумф его, а на южной стене — подвиги Рамсеса II и так называемый «Эпос Пентаура».
Договор с хеттами начертан на примыкающей ограде, которая начинает собою целый ряд дворов и пилонов, выстроенных разными царями XVIII—XX династий и направляющихся к югу, до аллеи сфинксов — дромоса новой серии храмов, также окруженной оградою и воздвигнутой на берегу подковообразного священного озера Иешер. Главный из них, выстроенный Аменхотепом III, посвящён матери Амона — Мут. К западу от ряда дворов — небольшой изящный храм Хонсу, основанный Рамзесом III и имеющий перед собою сооружённый при Птолемеях пилон и аллею сфинксов, по направлению к Луксору; ещё западнее — маленький храм богини Нила, Апет, служащий теперь музеем.
К востоку от ряда дворов — священное озеро, служившее для процессий барки Амона. К северу от главного храма, в особенной ограде — третья группа святилищ; главное, в честь Монту, основано Аменхотепом III. Отсюда на север идёт также аллея сфинксов. Нектанеб II, несмотря на персидские притеснения, успел соорудить пилон к востоку от древнего святилища, которое, таким образом, оказалось в самом центре зданий. Повреждения, нанесённые Артаксерксом III, были исправлены первыми Птолемеями, но при последних началось падение храма, окончательно завершившееся землетрясением 27 года до н. э.

## Галерея

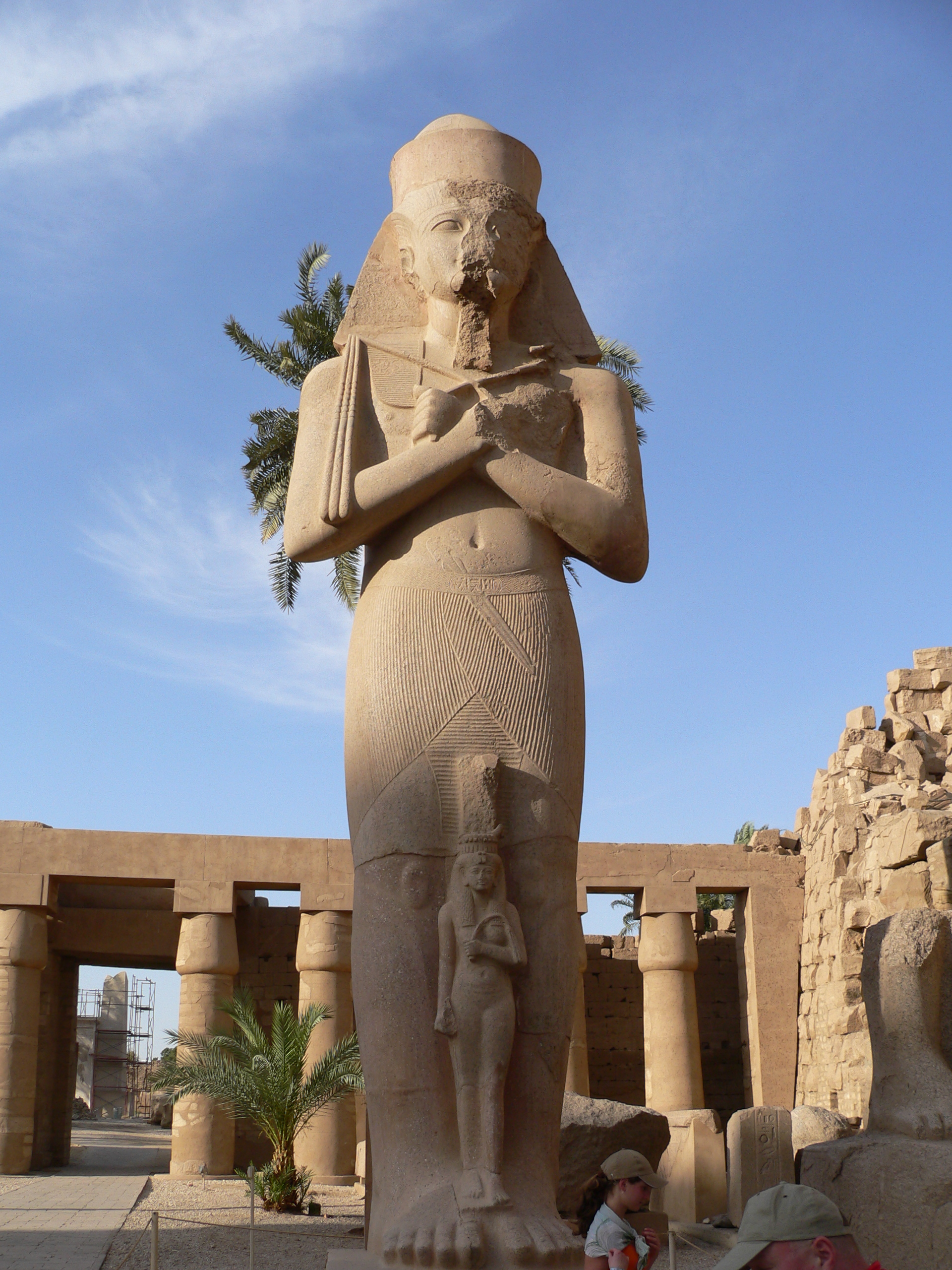
Статуя фараона Рамсеса II. У его ног супруга — Нефертари Меренмут
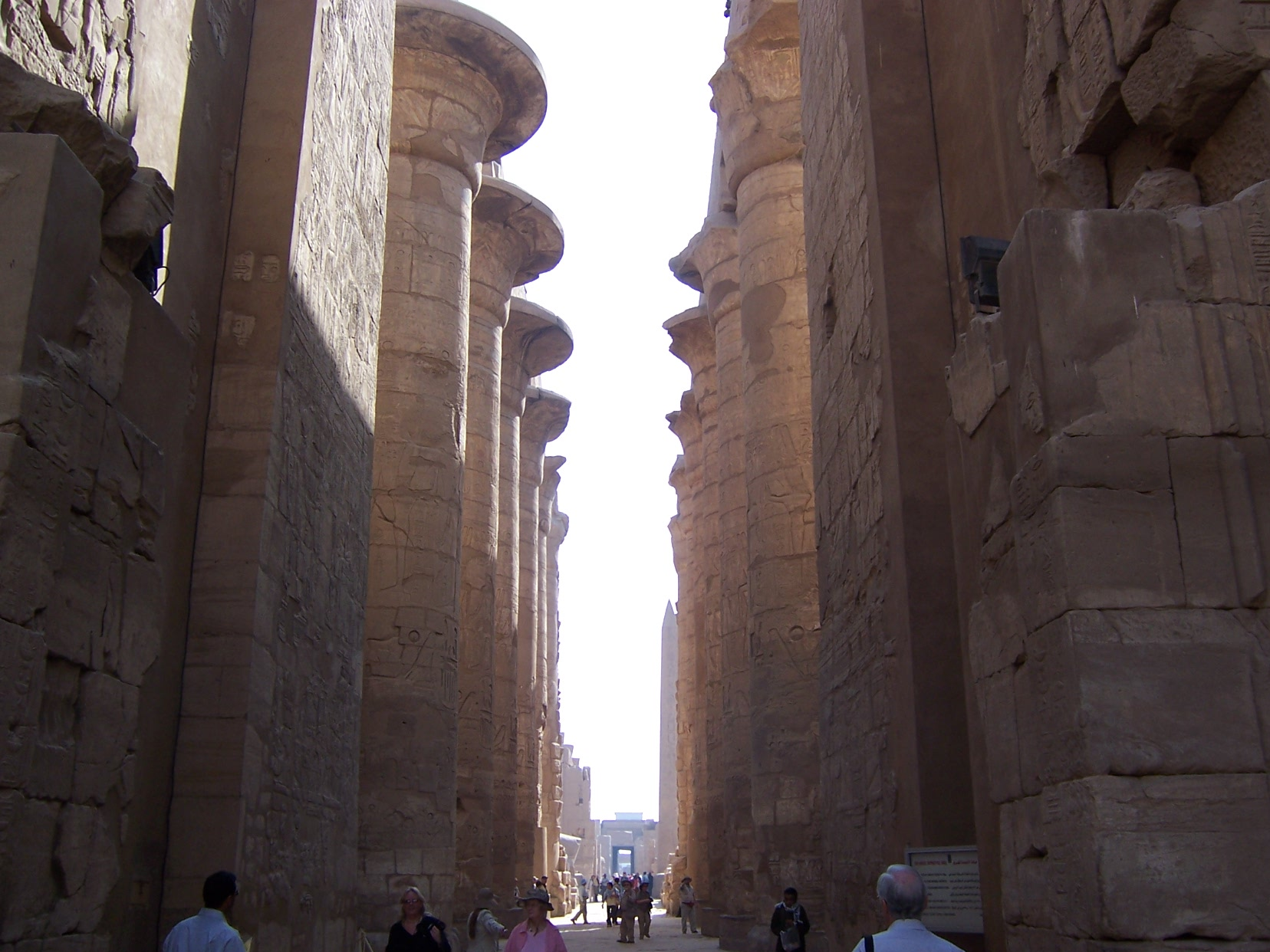
Большой гипостильный зал
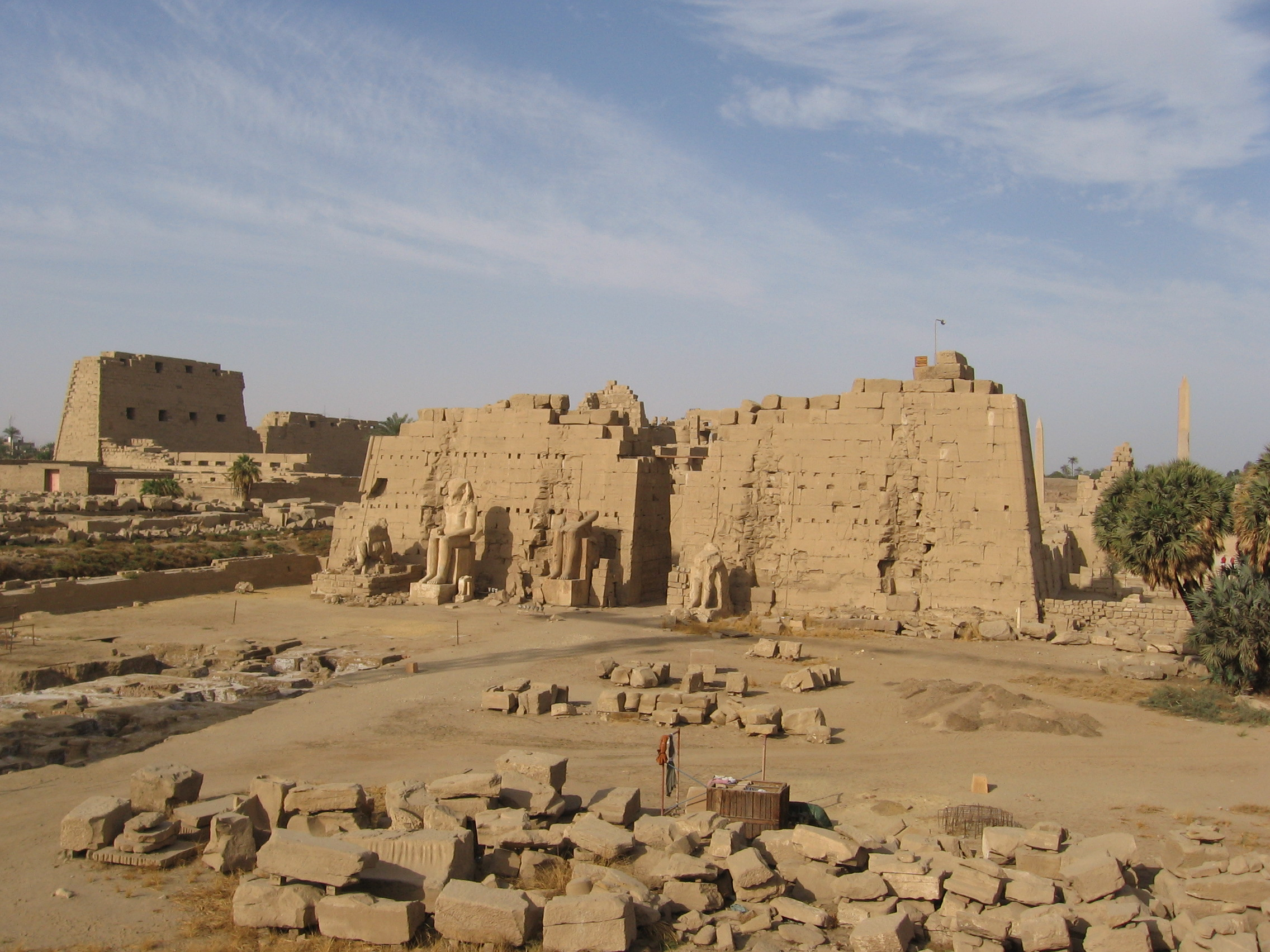
Общий вид
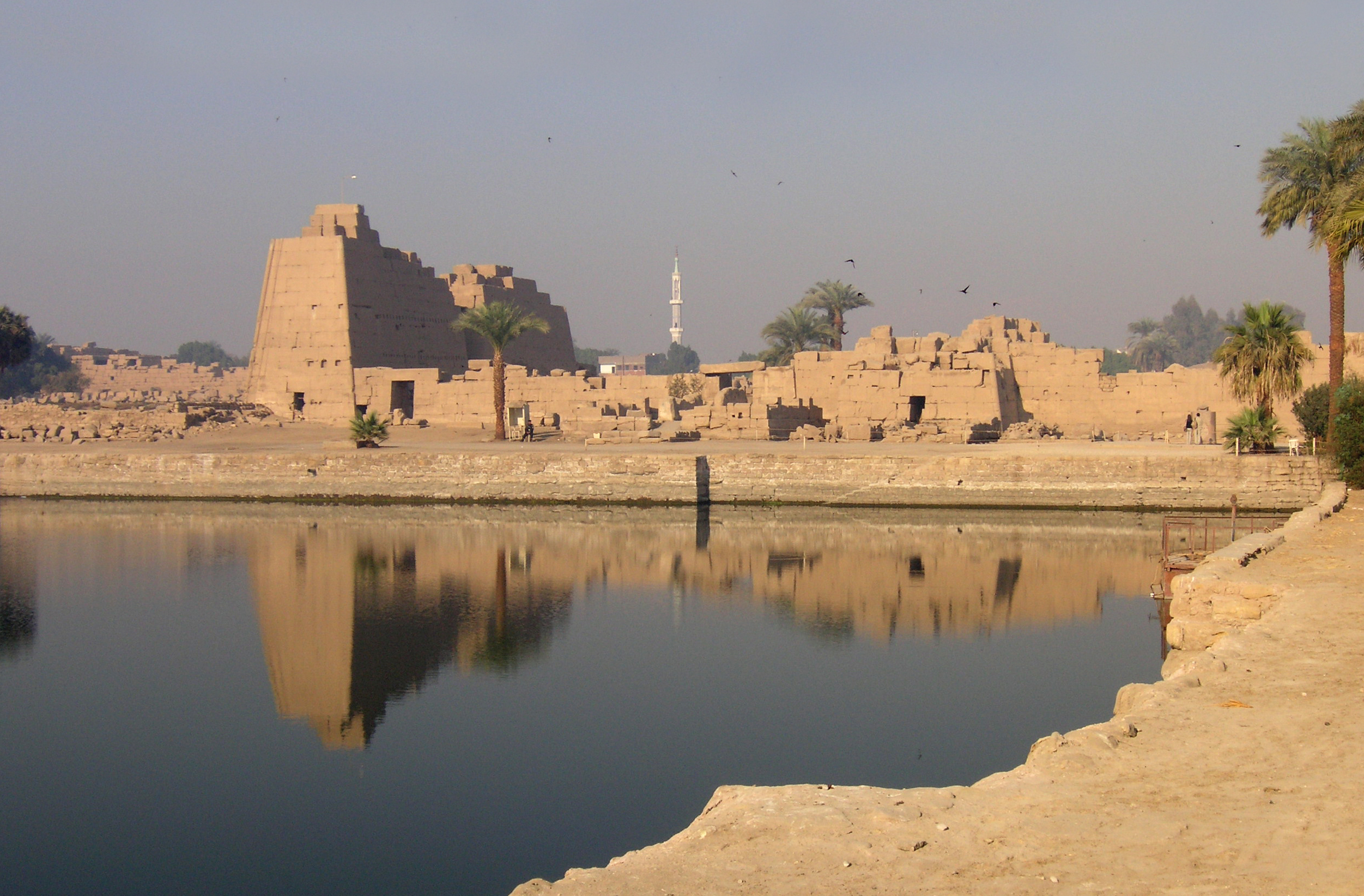
Один из священных прудов
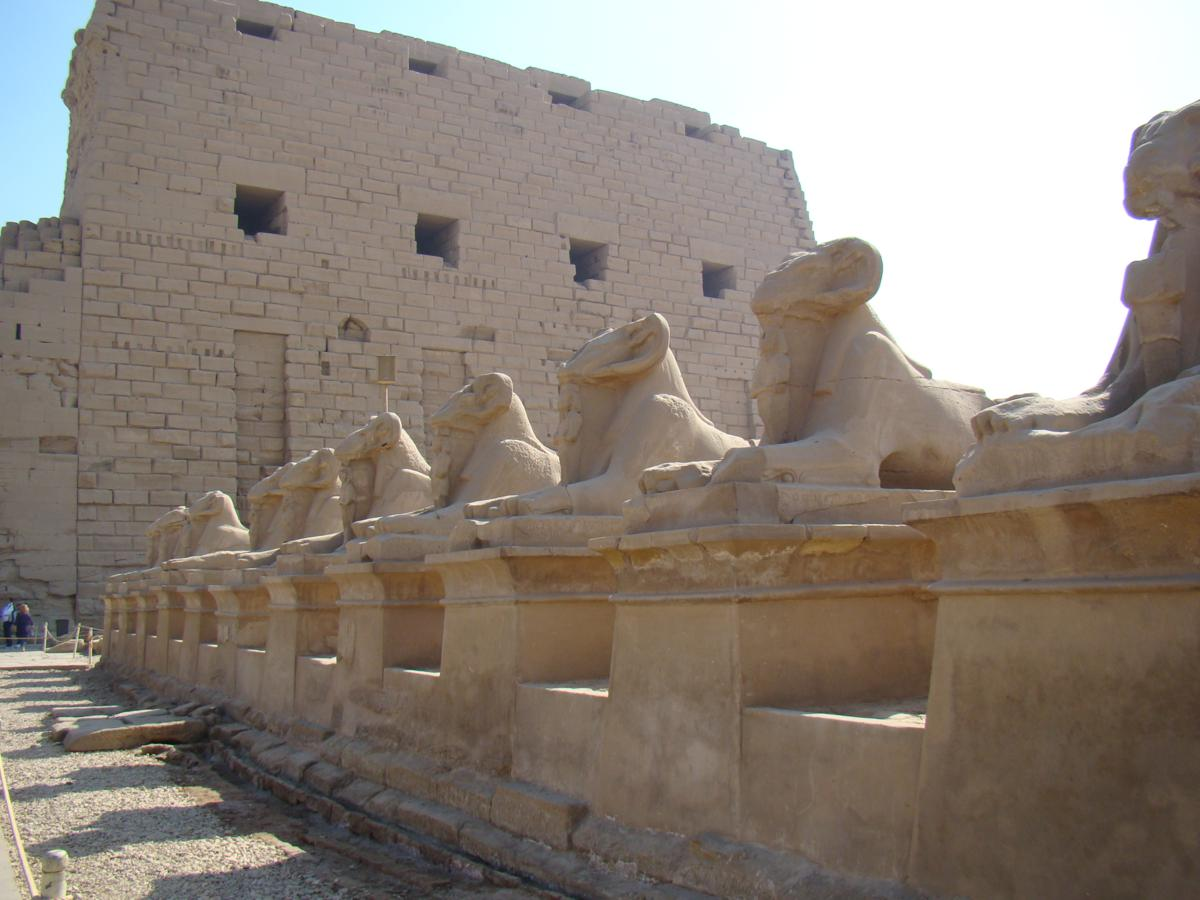
Правый главный пилон